# Melville Monument
Melville Monument är en ö i Grönland (Kungariket Danmark).   Den ligger i kommunen Qaasuitsup, i den nordvästra delen av Grönland, 1 300 km norr om huvudstaden Nuuk.